# Dzitás (kommun)
Dzitás är en kommun i Mexiko.   Den ligger i delstaten Yucatán, i den östra delen av landet, 1 100 km öster om huvudstaden Mexico City. Antalet invånare är 3 545. Arean är 456 kvadratkilometer.
Terrängen i Dzitás är mycket platt.
Följande samhällen finns i Dzitás:
- Dzitás